# Trogatha
Trogatha is een geslacht van vlinders van de familie uilen (Noctuidae), uit de onderfamilie Acontiinae.

## Soorten
- T. adusta Wileman & West, 1929
- T. poecilota Turner, 1908